# Sarophorus costatus
Sarophorus costatus là một loài bọ cánh cứng trong họ Bọ hung (Scarabaeidae).